# Ракита де Сус (Долж)
Ракита де Сус (рум. Răchita de Sus) насеље је у Румунији у округу Долж у општини Сеака де Падуре. Oпштина се налази на надморској висини од 184 m.

## Становништво
Према подацима из 2002. године у насељу је живело 237 становника, од којих су сви румунске националности.